# 倍賞美津子
倍賞 美津子（ばいしょう みつこ、1946年〈昭和21年〉11月22日 - ）は、日本の女優・歌手。茨城県出身。事務所はロータス・ルーツ。

## 来歴・人物
5人兄弟姉妹の三女（姉2人と兄と弟がいる4番目)として誕生する。疎開先の茨城県で生まれ、4歳のとき、東京都北区滝野川に戻り、北区立紅葉中学校卒業後、1962年に松竹音楽舞踊学校に入学した。小中学校の同級生に落語家の三代目柳家権太楼がいる。
1965年3月、松竹音楽舞踊学校を卒業。同年、松竹歌劇団に第18期生として入団。学校生時代の舞台実習を経て、同年、グランドレビュー「東京踊り」でデビュー。同年、SKD新人賞と奨励賞を受賞した。浅草国際劇場を中心に歌とダンスで活動を始め、舞台ではジリオラ・チンクェッティの「ナポリは恋人」やフランス・ギャルの「夢見るシャンソン人形」を歌った。
1966年1月、クラウンに入社。同年4月、シングル「でも好きだった」で歌手デビュー。
1967年、『純情二重奏』で実姉の倍賞千恵子と異母姉妹を演じ映画デビューを果たす。1969年、五社英雄監督の『人斬り』で京都市民映画祭の新人賞を受賞する。その後は松竹に入社しデビュー作の『喜劇・女は度胸』以来、森﨑東監督の作品に出演を続け、看板女優の一人となった。『人生劇場』に出演。
1971年にプロレスラーのアントニオ猪木と結婚し、当時1億円の結婚式で話題になった。新日本プロレスの旗揚げ戦時には宣伝カーのナレーションを吹き込んだり、豊登道春が紹介した融資先に自身が行ったことで1000万円を融資してもらえたりと、新日本プロレスの旗揚げには倍賞の貢献があった。1976年のパキスタン遠征に帯同したのは印象的であり、試合で猪木がアクラム・ペールワンに勝利し、ペールワンの肩を折ったことで暴動が起きかねなかった状況に対して倍賞は「新間さん、私はいいからアントンを頼むわ。」と、冷静な対応をしたと伝わる。
1974年、娘を出産。
1979年、今村昌平監督の『復讐するは我にあり』では三國連太郎との濡れ場でヌードシーンを披露。この作品でブルーリボン助演女優賞を受賞して女優としての地位を確立する。庶民的な姉の千恵子とは異なり、都会的な女の情念を表現し独自の世界観を切り開いた。今村監督作品をはじめ、黒澤明監督作品や五社監督作品に多く起用された。
1985年、『生きてるうちが花なのよ死んだらそれまでよ党宣言』『恋文』の演技で国内の映画賞を総なめにする。
1988年、猪木と離婚。離婚の原因については猪木の不倫騒動であり、倍賞もその後、『ショーケン』こと歌手で俳優の萩原健一との熱愛が報じられた。元新日本プロレス社長のサイモン猪木は、実娘でミュージカル『アニー』でアニー役を演じた元女優の猪木寛子の元夫である（娘婿）。弟の倍賞鉄夫（2017年8月8日逝去）も長年新日本プロレスでリングアナを務め、後に猪木事務所の社長に就いた。
1997年4月、直腸がんが発覚し入院。直腸を全摘し、人工肛門を装着したことを公表する。同時期に出演していた『ギフト』は一時降板したが、最終話に再び登場した。
2002年、『OUT』などの演技で田中絹代賞を受賞する。2003年5月の『新日本プロレス30周年記念東京ドーム大会』にサプライズゲストとして現れ、元夫の猪木とともに「1、2、3、ダー!」を披露した。

## エピソード
- 2014年（平成26年）、『キネマ旬報』発表の「オールタイム・ベスト日本映画男優・女優」女優部門で第11位となった [10]。
- 新日本プロレス旗揚げ戦（1972年3月6日／東京都大田区体育館）で、倍賞が自ら宣伝カーのナレーションを担当したことや、1976年に行われたアントニオ猪木vsモハメド・アリ戦の時に、記者会見で猪木が着用した紋付袴の着付けを自分が行った、などと言ったことがあった[11]。
- 1990年頃に六本木5丁目今はなきビルの2階で居酒屋ばいしょうを経営していた。[要出典]
- 2005年に漫画家の青山剛昌と声優の高山みなみが結婚した際は後見人を務めた。
- 落語家の柳家権太楼とは幼なじみで、小学校と中学校が同じである。[要出典]
- アントニオ猪木の誕生日パーティーの際、頭からリボンを垂らして玄関から飛び出し「私がプレゼント!」と叫び、猪木を驚かせたこともある。[要出典]
- 『3年B組金八先生』では、主人公・坂本金八（武田鉄矢）の同僚の養護教諭・天路里美（通称・アマゾネス）役で第1、第2シリーズに出演。第2シリーズ終了後に金八と結婚する設定になっているが、第4シリーズ開始前に里美は死去した設定になった為、以降は坂本家に飾られる遺影として出演していた（死去の設定後の作品では声の出演で2度登場）。
- シワを隠すことはなく、自身の刻んできた喜びや悲しみなどの人生の体験がシワに刻まれるということで、それが自身の年輪だと語り、それを否定することは自分の人生を否定することにも繋がると『婦人公論』のインタビューで語っている[8]。

## 出演

### テレビドラマ
- 新三匹の侍 第7話「荒馬娘が吠える町」（1970年、フジテレビ） - お圭 役
- 徳川おんな絵巻 第3話「いれずみ美女」、第4話「炎の肌」（1970年、関西テレビ） - お咲 役
- 大河ドラマ（NHK総合）
  - 春の坂道（1971年） - おさめ 役
  - 龍馬伝（2010年） - 岩崎美和 役
- 顔で笑って（1973年 - 1974年、TBS） - 花田秀子 役
- ふりむくな鶴吉 第17話「冬の女」（1975年、NHK総合） - あや 役
- 剣と風と子守唄 第18話「母ちゃんの鐘」（1975年、日本テレビ） - おたつ 役
- ナショナルゴールデン劇場 七色とんがらし （1976年、NETテレビ） - 鮫島直子 役
- 新・座頭市 第3シリーズ 第6話「糸ぐるま」（1979年、フジテレビ） - おヨネ 役
- 探偵物語（1979年 - 1980年、日本テレビ） - 相木政子 役
- 土曜ワイド劇場 夜の終る時 警官殺しを追え!（1979年、テレビ朝日）
- 3年B組金八先生（1979年 - 、TBS） - 坂本（天路）里美 役
- 源氏物語（1980年、TBS）
- 蒼き狼 成吉思汗の生涯（1980年、テレビ朝日） - ボルテ 役
- 風にむかってマイウェイ（1984年、TBS） - 主演・結城明子 役
- 好色一代男 世之介の愛して愛して物語（1986年、TBS）
- 翼をください（1987年、NHK総合）
- 今朝の秋（1987年11月28日、NHK総合） - 宮島悦子 役
- 青山ロブロイ物語（1988年4月14日 - 5月19日、テレビ朝日） - 主演
- あいつがトラブル（1989年、フジテレビ） - 特別出演
- 月曜・女のサスペンスSP/鎖の女（1990年、テレビ東京） - 主演
- 火曜サスペンス劇場（日本テレビ）
  - 殺意の団欒（1990年10月23日） -  主演
  - 競馬場の女（1994年、日本テレビ） - 主演
- ボクのお見合い日記（1991年、TBS、東芝日曜劇場)
- 土曜ドラマ（NHK総合)
  - 新十津川物語（1992年） - 中崎フキ 役
  - 三十三年目の台風（1993年）
  - 米田家の行方（1994年）
- 実録犯罪史シリーズ / 闇に咲く女 杉並老女殺人事件（1993年、フジテレビ） - 主演 ※未放送
- 日本名作ドラマ / 香華（1993年、テレビ東京）
- 連続テレビ小説（NHK総合）
  - 春よ、来い（1994年） - 高倉リュウ 役
  - すずらん（1999年） - 川本富貴 役
  - 梅ちゃん先生（2012年4月 - 9月、NHK総合） - 下村正枝 役
- 悪女（1992年、読売テレビ） - 峰岸佐和 役
- 嘘でもいいから（1993年、読売テレビ）
- デザートはあなた（1994年、毎日放送）
- 素晴らしき家族旅行（1996年、フジテレビ）
- 日本一短い「母」への手紙3「上京」（1996年4月5日、日本テレビ）
- ギフト（1997年、フジテレビ）
- 水曜シリーズドラマ 大往生 第3話「オールド・ブラック・ジョー」（1997年、NHK総合） - 小夜子 役[12][13]
- 風の盆から（2002年、NHK総合） - 杉村千鶴子[14][15][注釈 1]
- 北の捜査線・小樽港署（2002年） -  立花小夜子
- 瑠璃の島（2005年、日本テレビ）
- 春、バーニーズで（2006年、WOWOW）
- HTBスペシャルドラマ「大麦畑でつかまえて」（2006年、北海道テレビ） - 矢木沢文子 役
- 東京タワー 〜オカンとボクと、時々、オトン〜（2007年、フジテレビ） - オカン・中川栄子 役
- ラスト・フレンズ（2008年、フジテレビ） - 藍田千夏 役
- NHKスペシャル / 最後の戦犯（2008年12月7日、NHK総合） - 吉村波江 役
- コールセンターの恋人 第3話（2009年7月17日、朝日放送/テレビ朝日） - 村松妙子 役
- 任侠ヘルパー 第5話（2009年8月6日、フジテレビ） - 小澤さくら 役
- ドラマ10・八日目の蝉（2010年4月、NHK総合） - 中村とみ子 役
- 新参者 第2・3話（2010年4月25日・5月2日、TBS） - 柳沢鈴江 役
- 月の恋人〜Moon Lovers〜 第6話～（2010年6月14日～、フジテレビ） - 葉月みち代 役
- GOLD 第8話・9話（2010年8月26日・9月2日、フジテレビ） - 笠原真理恵 役
- お母さんの最後の一日（2010年9月11日、テレビ朝日） - 有村凛子 役
- 僕とスターの99日（2011年10月 - 12月、フジテレビ） - 三枝恵実子 役
- 妄想捜査〜桑潟幸一准教授のスタイリッシュな生活（2012年1月 - 3月、テレビ朝日） - 鯨谷艶子 役
- 松本清張没後20年特別企画・市長死す（2012年4月3日、フジテレビ） - 手塚スミ子 役
- ブラックボード〜時代と戦った教師たち〜 第3夜（2012年4月7日、TBS） - 横手涼子 役
- 日中国交正常化40周年特別番組 強行帰国〜忘れ去られた花嫁たち〜（2012年10月1日、TBS） - 竹越リエ 役
- 遅咲きのヒマワリ〜ボクの人生、リニューアル〜 第1話（2012年10月23日、フジテレビ） - 大村郁子 役
- TAKE FIVE〜俺たちは愛を盗めるか〜（2013年4月19日 - 6月21日、TBS） - ホームレス（古堀杏子） 役
- 半沢直樹 第2部（2013年8月25日 - 9月22日、TBS） - 羽根夏子 役
- 人生がときめく片づけの魔法（2013年9月27日、日本テレビ） - 藤島晴江 役
- 山田太一ドラマスペシャル 時は立ちどまらない（2014年2月22日、テレビ朝日） - 浜口いく 役
- 宮本武蔵（2014年3月15日・16日、テレビ朝日） - お杉 役
- 赤と黒のゲキジョー 上流階級〜富久丸百貨店外商部〜（2015年1月16日、フジテレビ） - 時任真由美 役
- テレビ未来遺産 ORANGE 〜1.17 命懸けで闘った消防士の魂の物語〜（2015年1月19日、TBS） - 伊藤香織 役
- 流星ワゴン（2015年1月18日 - 3月22日、TBS） - 永田澄江 役
- 磁石男2015[16]（2015年9月18日、日本テレビ） - 小日向ユリ 役[17]
- 下町ロケット（TBS） - 佃和枝 役[18]
  - 第1シリーズ（2015年10月18日 - 12月20日）
  - 第2シリーズ（2018年10月14日 - 12月23日）
- 望郷 「みかんの花」（2016年9月28日、テレビ東京） - 富田安江 役
- 君に捧げるエンブレム（2017年1月3日、フジテレビ） - 鷹匠和歌 役[19]
- マッサージ探偵ジョー（2017年4月9日 - 7月2日、テレビ東京） - エコ婆 役
- ツバキ文具店〜鎌倉代書屋物語〜（2017年4月14日 - 6月2日、NHK総合） - 雨宮カシ子 役[20]
- anone 第1話（2018年1月10日、日本テレビ） - 為貝真砂子 役
- ブラックペアン（2018年4月22日 - 6月24日、TBS） - 渡海春江 役[21]
- 名探偵・明智小五郎 第2夜（2019年3月31日、テレビ朝日） - 河本圭子 役
- 坂の途中の家（2019年4月27日 - 6月1日、WOWOW） - 安藤邦枝 役
- TWO WEEKS 第3話（2019年7月30日、関西テレビ・フジテレビ） - 北村義江 役[22]
- ドクターX〜外科医・大門未知子〜 第4話（2019年11月7日、テレビ朝日） - 潮四糸乃 役[23]
- 知らなくていいコト 第1話（2020年1月8日 、日本テレビ） - 多賀笑子 役
- 天使にリクエストを〜人生最後の願い〜（2020年9月19日 - 10月17日、NHK総合） - 佐藤和子 役[24]
- 川のほとりで episode6（2021年5月7日、WOWOWプライム） - 聖さん 役
- やんごとなき一族（2022年4月21日 - 6月30日、フジテレビ） - 深山八寿子 役[25][26]
- 六本木クラス 第7話・10話（2022年8月18日・9月8日、テレビ朝日） - 田辺弘子 役[27][28][4]
- 犬神家の一族（2023年4月22日・29日、NHK BSP・BS4K） - せつ子 役[29]
- 友情〜平尾誠二と山中伸弥「最後の一年」〜（2023年11月11日、テレビ朝日） - 平尾信子 役[30]

### 映画
- 純情二重奏（1967年）
- ハナ肇の一発大冒険（1968年）
- 人斬り（1969年）
- 喜劇 女は度胸（1969年）
- ミヨちゃんのためなら全員集合!!（1969年）
- 蝦夷館の決闘（1970年）
- 喜劇 男は愛嬌（1970年）
- こちら55号応答せよ!危機百発（1970年）
- 仁鶴・可朝・三枝の男三匹やったるでえ!（1970年）
- 喜劇 冠婚葬祭入門（1970年）
- 誰かさんと誰かさんが全員集合!!（1970年）
- 喜劇 猪突猛進せよ!!（1971年）
- 冠婚葬祭入門 新婚心得の巻（1971年）
- 喜劇 女は男のふるさとヨ（1971年）
- 暁の挑戦（1971年）
- コント55号とミーコの絶体絶命（1971年）
- ツンツン節だよ 全員集合!!（1971年）
- 喜劇 夜光族（1971年）
- 追いつめる（1972年）
- 喜劇 男の子守唄（1972年）
- 人生劇場 青春篇 愛欲篇 残侠篇（1972年）
- 喜劇 快感旅行（1972年）
- 花と龍 青雲篇 愛憎篇 怒濤篇（1973年）
- 宮本武蔵（1973年）
- ダメおやじ（1973年）
- ザ・ドリフターズ カモだ!!御用だ!!（1975年）
- 君よ憤怒の河を渉れ（1976年）
- あいつと私（1976年）
- バカ政 ホラ政 トッパ政（1976年）
- 竹山ひとり旅（1977年）
- 江戸川乱歩の陰獣（1977年）
- 黒木太郎の愛と冒険（1977年）
- 冬の華（1978年）
- 雲霧仁左衛門（1978年）
- 復讐するは我にあり（1979年）
- 翔べイカロスの翼（1980年）
- 影武者（1980年）
- ええじゃないか（1981年）
- 炎のごとく（1981年）
- ションベン・ライダー（1983年）
- 楢山節考（1983年）
- Okinawan Boys オキナワの少年（1983年）
- 陽暉楼（1983年）
- 逆噴射家族（1984年）
- 愛情物語[1]（1984年）
- 生きてるうちが花なのよ死んだらそれまでよ党宣言（1985年）
- 友よ、静かに瞑れ（1985年）
- 恋文（1985年）
- キャバレー（1986年）
- 離婚しない女（1986年）
- あいつに恋して（1987年）
- 必殺4 恨みはらします（1987年）
- 女衒_ZEGEN（1987年）
- 童謡物語（1988年）
- せんせい（1989年）
- マイフェニックス（1989年）
- 夢（1990年）
- ラストソング（1994年）
- 午後の遺言状（1995年）
- うなぎ（1997年）
- 東京夜曲（1997年）
- 時をかける少女（1997年）
- ユキエ（1997年）
- ラブ・レター（1998年）
- 秘祭（1998年）
- セカンドチャンス エピソードIII（1999年）
- 三文役者（2000年）
- 大河の一滴（2001年）
- ターン（2001年）
- 赤い橋の下のぬるい水（2001年）
- 田園のユーウツ（2001年）
- 陽はまた昇る（2002年）
- 11'09"01 セプテンバー11（2002年）
- OUT（2002年）
- 機関車先生（2004年）
- ニワトリはハダシだ（2004年）
- 星になった少年（2005年）
- ゲド戦記（2006年7月） - 女主人 役[31]
- 気仙沼伝説（2006年）
- The焼肉ムービー プルコギ（2007年5月）
- ぐるりのこと。（2008年6月） - 吉田波子 役
- ニセ札（2009年） - 佐田かげ子 役
- のんちゃんのり弁（2009年） - 原フミヨ 役
- 大奥（2010年） - 水野頼宣 役
- あしたのジョー（2011年2月） - 花村マリ 役
- デンデラ（2011年6月）
- ロック 〜わんこの島〜（2011年7月） - 野山房子 役
- 一枚のハガキ（2011年8月） - 森川チヨ 役
- 莫逆家族-バクギャクファミーリア-（2012年2月） - ドンばー 役
- メモリーズ・コーナー（2013年2月）※フランス・カナダ合作映画
- あやしい彼女（2016年4月1日） - 瀬山カツ 役[32][33]
- 母を亡くした時、僕は遺骨を食べたいと思った。（2019年）
- 糸（2020年8月21日） - 村田節子 役[34]
- 護られなかった者たちへ（2021年10月1日） - 遠島けい 役[35]
- 異動辞令は音楽隊!（2022年8月26日） - 成瀬幸子 役[36][37]
- 52ヘルツのクジラたち（2024年3月1日） - 村中サチエ 役[38]

### バラエティ
- シャボン玉ビッグワンショー（フジテレビ） - 司会
- NTV紅白歌のベストテン（日本テレビ） - 紅組キャプテン（1970年）
- 第27回日本レコード大賞（TBSテレビ・ラジオ、1985年） - アシスタント[39]

### CM
- ライオン油脂 『ブルーチャイム』
- 薩摩酒造 『さつま白波』
- ハウス食品 『汁の里』
- 資生堂
  - 『エリクシール』（1983年）
  - 『花椿会フェア』（1986年）
  - 『エリクシール』（2013年）[40]
- 日産自動車　『マキシマ』J30型（1988年） - ティザーキャンペーンでCM出演。
- 味の素 『パルスイート』
- 宝酒造 『焙炒造り』 - 姉妹で出演、コピーは「冷やして飲むのが倍賞流」
- 大正製薬 『ナロンエース』
- ドリームテクノロジーズ『wordLinker』（2000年）[40]
- キリンビール『8月のキリン』（2003年）[40]
- サントリー『抹茶入り伊右衛門』（2014年）[40] - 姉妹で出演

### 配信ドラマ
- ガンニバル（2022年12月28日、Disney+） - 後藤銀 役[41]
  - ガンニバル シーズン2（2025年3月19日 - 4月23日、Disney+ Star）[42]
- 晴れたらいいね（2025年1月10日、Amazon Prime Video） - 雪野サエ 役[43][注釈 2]

### その他
- ザ・ノンフィクション（フジテレビ、2010年1月10日） - インタビューゲスト

## ディスコグラフィ

### シングル
| #           | 発売日          | A/B面    | タイトル               | 作詞       | 作曲           | 編曲       | 規格品番  |
| クラウン    | クラウン        | クラウン | クラウン               | クラウン   | クラウン       | クラウン   | クラウン  |
| ----------- | --------------- | -------- | ---------------------- | ---------- | -------------- | ---------- | --------- |
| 1           | 1966年 4月      | A面      | でも好きだった         | 南沢純三   | 小杉仁三       | 小杉仁三   | CW-468    |
| 1           | 1966年 4月      | B面      | ハートは泣き虫         | 南沢純三   | 小杉仁三       | 小杉仁三   | CW-468    |
| 2           | 1966年 6月      | A面      | 知らず知らずに         | 星野哲郎   | 小杉仁三       | 小杉仁三   | CW-492    |
| 2           | 1966年 6月      | B面      | 嘘つきピアノ           | 星野哲郎   | 小杉仁三       | 小杉仁三   | CW-492    |
| 3           | 1966年 8月      | A面      | 今そこにいるあなた     | 南沢純三   | 鏑木創         | 鏑木創     | CW-527    |
| 3           | 1966年 8月      | B面      | 水のダンス             | 星野哲郎   | 鏑木創         | 鏑木創     | CW-527    |
| 4           | 1966年 9月      | A面      | あなたに愛をこめて     | 星野哲郎   | 関野幾生       | 植原道雄   | CW-557    |
| 4           | 1966年 9月      | B面      | カトレアの雨           | 星野哲郎   | 関野幾生       | 鏑木創     | CW-557    |
| 5           | 1966年 9月      | A面      | とてもとてもしあわせ   | 南沢純三   | 鏑木創         | 鏑木創     | CW-567    |
| 5           | 1966年 9月      | B面      | たそがれの街で逢いたい | 南沢純三   | 鏑木創         | 鏑木創     | CW-567    |
| 6           | 1967年 3月1日   | B面      | 世界の国からこんにちは | 島田陽子   | 中村八大       | 山屋清     | CW-630    |
| 7           | 1967年 4月      | A面      | 夜のピアノ             | 星野哲郎   | 鏑木創         | 鏑木創     | CW-632    |
| 7           | 1967年 4月      | B面      | 恋を抱いて             | 星野哲郎   | 中川博之       | 植原道雄   | CW-632    |
| 8           | 1967年 7月      | A面      | 愛の荒野               | 吉岡治     | いずみたく     | いずみたく | CW-696    |
| 8           | 1967年 7月      | B面      | 夜のバラード           | -          | いずみたく     | いずみたく | CW-696    |
| 9           | 1967年 9月      | A面      | おばこ天使のうた       | 藤原陽子   | 中川博之       | 小杉仁三   | CW-722    |
| 9           | 1967年 9月      | B面      | 光を求めて             | 木村伸     | 中川博之       | 小杉仁三   | CW-722    |
| 10          | 1967年 11月     | A面      | 時計をとめて           | なかにし礼 | R.Cantoral     | 萩敏郎     | CW-739    |
| 10          | 1967年 11月     | B面      | うわさ                 | 水沢圭吾   | 有馬美也子     | 小杉仁三   | CW-739    |
| 11          | 1968年 3月      | A面      | 悲しみに逢いたい       | 星野哲郎   | 関野幾生       | 小松謙男   | CW-788    |
| 11          | 1968年 3月      | B面      | なにもしない           | 星野哲郎   | 関野幾生       | 小松謙男   | CW-788    |
| 12          | 1968年 11月     | A面      | 星屑の夜               | 岩谷時子   | いずみたく     | 大柿隆     | CW-881    |
| 12          | 1968年 11月     | B面      | 愛の湖                 | 岩谷時子   | いずみたく     | 大柿隆     | CW-881    |
| 13          | 1969年 6月      | A面      | 恋の芽ばえ             | 上野冷二   | 森一           | 森一       | CW-939    |
| 13          | 1969年 6月      | B面      | 耳を噛まずに           | 上野冷二   | 森一           | 森一       | CW-939    |
| 14          | 1969年 11月     | A面      | 枯葉の街               | 水沢圭吾   | M.Nascimbene   | 高橋五郎   | CW-1009   |
| 14          | 1969年 11月     | B面      | 愛あるかぎり           | 岩谷時子   | いずみたく     | 大柿隆     | CW-1009   |
| 15          | 1970年 4月      | A面      | 抱擁                   | 勝沼久     | 米山正夫       | 大柿隆     | CW-1039   |
| 15          | 1970年 4月      | B面      | 古い傷あと             | 勝沼久     | 米山正夫       | 大柿隆     | CW-1039   |
| 16          | 1970年 10月     | A面      | 長崎出島物語           | 豊島トイ   | 米山正夫       | 湯野カオル | CW-1099   |
| 16          | 1970年 10月     | B面      | ラテン長崎港町         | 長崎八代   | 米山正夫       | 湯野カオル | CW-1099   |
| 17          | 1971年 3月      | A面      | さよなら               | 山上路夫   | J.Revaux       | 高橋五郎   | CW-1124   |
| 17          | 1971年 3月      | B面      | 凍った花               | 星野哲郎   | さわはじめ     | 土持城夫   | CW-1124   |
| 18          | 1971年 11月     | A面      | 期待                   | 安井かずみ | みずかみはじめ | 高見弘     | CW-1201   |
| 18          | 1971年 11月     | B面      | 蒼い真珠の雨           | 外輪陽子   | 小野崎孝輔     | 小野崎孝輔 | CW-1201   |
| 19          | 1972年 4月      | A面      | 最後のわがまま         | 千家和也   | 笠井幹男       | 林一       | CW-1228   |
| 19          | 1972年 4月      | B面      | 忘れかけた想い出だけど | 千家和也   | 笠井幹男       | 林一       | CW-1228   |
| 20          | 1972年 11月     | A面      | せめてもう五分         | ちあき哲也 | 北原じゅん     | 柳田六合雄 | CW-1292   |
| 20          | 1972年 11月     | B面      | さよならの女           | ちあき哲也 | 北原じゅん     | 柳田六合雄 | CW-1292   |
| ポリドール  |                 |          |                        |            |                |            |           |
| 21          | 1975年 8月      | A面      | 煙草のけむり           | 水木かおる | 三木たかし     | 三木たかし | DR-1963   |
| 21          | 1975年 8月      | B面      | 星を見てごらん         | 水木かおる | 三木たかし     | 三木たかし | DR-1963   |
| 東芝EMI     |                 |          |                        |            |                |            |           |
| 22          | 1977年 11月20日 | A面      | 炎のファイター         | -          | M.Masser       | 直居隆雄   | TP-10341  |
| 22          | 1977年 11月20日 | B面      | いつも一緒に           | なかにし礼 | M.Masser       | 直居隆雄   | TP-10341  |
| CBS・ソニー |                 |          |                        |            |                |            |           |
| 23          | 1985年 11月21日 | A面      | 今夜はいい気分         | 鈴木直哉   | 鈴木直哉       | 竜崎孝路   | 07SH-1719 |
| 23          | 1985年 11月21日 | B面      | MI・TSU・KO            | 三浦徳子   | 真野真野       | 松井忠重   | 07SH-1719 |

### アルバム
| 発売日           | 規格             | 規格品番         | アルバム |
| クラウンレコード | クラウンレコード | クラウンレコード | クラウンレコード |
| ---------------- | ---------------- | ---------------- | --- |
| 1969年8月10日    | LP               | GW-5086          | 恋の芽ばえ—倍賞美津子 夜のムードをうたう Side A： 1. 恋の芽ばえ 2. 愛あるかぎり 3. 時計をとめて 4. 誘惑 5. 今日でお別れ 6. 夜のピアノ Side B： 1. つめ 2. 耳を噛まずに 3. 別離 4. ベッドで煙草を吸わないで 5. あなたの匂い 6. 煙草のけむり |
| 2007年2月3日     | CD               | BRIDGE-085       | 恋の芽ばえ—倍賞美津子 夜のムードをうたう Side A： 1. 恋の芽ばえ 2. 愛あるかぎり 3. 時計をとめて 4. 誘惑 5. 今日でお別れ 6. 夜のピアノ Side B： 1. つめ 2. 耳を噛まずに 3. 別離 4. ベッドで煙草を吸わないで 5. あなたの匂い 6. 煙草のけむり |
| CBSソニー        |                  |                  | |
| 1985年           | LP               | 28AH-1947        | MI・TSU・KOいろ Side A： 1. MI・TSU・KO 2. スロー・ダンサー 3. ちょっと夢 4. 夕暮れに恋して 5. いい男・いい女の夜 Side B： 1. 今夜はいい気分 2. 大人のふりして 3. 夢窓女（ゆめマドンナ） 4. Double Talk 5. カドレア                        |

### タイアップ曲
| 年     | 楽曲           | タイアップ                                 |
| ------ | -------------- | ------------------------------------------ |
| 1966年 | 水のダンス     | SKD「夏のおどり」テーマソング              |
| 1967年 | 愛の荒野       | TBSラジオ「夜のバラード」主題歌            |
| 1971年 | 凍った花       | フジテレビ系テレビドラマ「凍った花」主題歌 |
| 1985年 | 今夜はいい気分 | 薩摩酒造「さつま白波」CMソング             |